# Карахун
Карахун — посёлок в Братском районе Иркутской области России. Административный центр Карахунского сельского поселения. Находится на левом берегу реки Ангары, примерно в 107 км к юго-востоку от районного центра, города Братска, на высоте 466 метров над уровнем моря.

## Население
По данным Всероссийской переписи, в 2010 году численность населения посёлка составляла 648 человек (322 мужчины и 326 женщин).
| 2002 | 2010 | 2011 | 2012 |
| ---- | ---- | ---- | ---- |
| 978  | ↘648 | ↘644 | ↘638 |

## Улицы
Уличная сеть посёлка состоит из 14 улиц.